# Aleksander Daniłowicz Gerstenzweig
Aleksander Daniłowicz Gerstenzweig (1818 - 24 octobre 1861 à Varsovie), gouverneur général de Varsovie en août 1861.

## Biographie
Issu d'une famille d'aristocrates polonais d'origine allemande, il est le petit-fils du général Antoni Józef Madaliński, membre de la confédération de Bar, insurrection de gentilshommes patriotes polonais contre l’ingérence de la Russie.
En 1837, il est diplômé de l'école des officiers. De 1848 à 1849, il participe à la répression de l'insurrection en Hongrie. En 1855, il est nommé général-major, en 1859 général-lieutenant. Le 15 octobre 1861, il commande l'intrusion des soldats russes dans la cathédrale Saint-Jean de Varsovie, où des civils commémorent la mort de Tadeusz Kościuszko.
Il met fin à ses jours le 24 octobre 1861.

## Sources
- (pl) Cet article est partiellement ou en totalité issu de l’article de Wikipédia en polonais intitulé « Aleksander Daniłowicz Gerstenzweig » (voir la liste des auteurs).